# Ideoroncus beieri
Ideoroncus beieri är en spindeldjursart som beskrevs av Volker Mahnert 1984. Ideoroncus beieri ingår i släktet Ideoroncus och familjen Ideoroncidae. Inga underarter finns listade i Catalogue of Life.